# Beni Fouda
Pour les articles homonymes, voir Fouda.
Beni Fouda, anciennement Sillègue durant la période française, est une commune de la wilaya de Sétif en Algérie.

## Géographie
L'agglomération est située à 20 km à l'est du chef-lieu de la wilaya de Sétif, daïra de Djémila en région montagneuse. 
| Aïn El Kebira | Dehamcha                    | Maaouia             |
| Amoucha       | Beni Fouda                  | Tachouda et Djemila |
| Sétif         | Ouled Sabor et Guelta Zerka | Tachouda            |

La commune est également composée de deux localités secondaires : Chirhoum et Ballouta.

## Histoire
Anciennement Sillègue durant la colonisation créée en 1885 et nommée en hommage à un général français de l'Armée d'Afrique.

## Économie
L'agglomération est située dans une région à vocation céréalière favorable également aux cultures maraîchères.